# Oxyopes summus
Oxyopes summus là một loài nhện trong họ Oxyopidae.
Loài này thuộc chi Oxyopes. Oxyopes summus được George Stewardson Brady miêu tả năm 1975.